# Фу Бинь
Фу Бинь (кит. 符宾; 6 мая 1969, Пекин) — китайский футболист, вратарь. До сих пор ему принадлежит рекорд китайского чемпионата по футболу как самого пожилого вратаря, выступавшего за свою команду в чемпионате. В возрасте 40 лет и 133 дней он закончил карьеру в клубе «Чэнду Блэйдс». После окончания карьеры игрока занял пост тренера вратарей своей последней команды.

## Клубная карьера
Фу Бинь родился в Пекине, однако переехал в провинцию Хэбэй, где и начал спортивную карьеру, однако сначала играл в баскетбол, затем его внимание привлек футбол. Его успехи были замечены местной футбольной командой «Хэбэй», за которую он начал выступать в качестве голкипера с 1986 года. Несколько сезонов Фу Бинь провёл в «Хэбэе». В 1994 году футбольная лига стала профессиональной и Фу Биню предложил контракт клуб «Цзилинь Самсунг». Начало профессиональной карьеры стало разочаровывающим - новый вратарь клуба так и не стал первым номером и практически весь первый сезон провёл на скамейке запасных. Однако в этом же сезоне у Фу Биня появилась возможность вернуться в родной город и начать выступления за «Бэйцзин Гоань». Решение было очень важным для карьеры игрока, так как именно в новой команде он стал основным вратарём и на «Бэйцзин Гоань» пришёлся пик карьеры - клубу удалось дважды (в 1996 и 1997 годах) выиграть Кубок Китайской футбольной ассоциации, кроме того, именно здесь он получил первый вызов в национальную команду.
В сезоне 1998 года за него предложил 2 миллиона юаней клуб «Цяньвэй Хуаньдао» (в настоящее время называется «Чунцин Лифань»). Несмотря на все успехи в пекинском клубе и вызов в сборную, Фу Бинь принял предложение  «Цяньвэй Хуаньдао». Этот переход вызвал неодобрение болельщиков «Бэйцзин Гоань», которые решили, что всё дело в деньгах, так как из достаточно известной команды вратарь перешёл в клуб, лишь недавно получивший право выступать в высшей лиге китайского футбола. Несколько первых сезонов были для команды и Фу Биня не слишком впечатляющими, однако критикам он ответил завоеванием национального кубка в 2000 году. Здесь он провёл пять полных сезонов, а в 2003 году перешёл в команду второй лиги «Хунань Сянцзюнь», где кроме роли основного голкипера также попробовал себя в тренерской работе, став играющим тренером вратарей. К началу сезона 2006 года «Хунань Сянцзюнь» покинула вторую лигу и Фу Бинь получил возможность покинуть клуб. На этот раз он также выбрал команду второго дивизиона «Чэнду Блэйдс», которая в первом же сезоне завоевала путёвку в Суперлигу, а сам Фу Бинь смог снова вернуться в высший дивизион. В течение двух сезонов Фу Бинь выступал с командой в Суперлиге, завершив профессиональную карьеру игрока, 31 октября 2009 года в игре регулярного чемпионата против «Шаньдун Лунэн», которая окончилась победой со счётом 1-0. На тот момент игроку было 40 лет и 133 дня.

## Достижения

### Клуб
Бэйцзин Гоань
- Кубок Китайской футбольной ассоциации: 1996, 1997

Чунцин Лифань
- Кубок Китайской футбольной ассоциации: 2000

## Внешние ссылки
- Статистика игрока на сайте Nationalfootballteams.com
- Статистика игрока на сайте Sohu.com